# Желязевич, Рудольф Андреевич
Рудо́льф Андре́евич Желязе́вич (пол. Rudolf Żelaziewicz; 1811—1874) — российский архитектор польского происхождения, специалист по строительным конструкциям, академик и профессор Императорской Академии художеств.

## Биография
Родился в Варшаве. Учился за границей. В 1842 году Академией художеств присвоено звание академика, в 1845 году — звание профессора 2 степени Академии художеств за программу «Проект православной церкви в византийском вкусе».
Работал в Польше. Служил в Главном управлении путей сообщения и публичных зданий (1832—1854), старший архитектор департамента железных дорог.
Участник сооружения Николаевского (ныне Московского) вокзала в Санкт-Петербург (1844—1851), автор образцовых проектов станционных зданий и инспектор строительства Николаевской железной дороги. В 1848 году определён преподавателем теории строительного искусства в Академии художеств.
В июле 1856 года уехал из России. В 1857 году уволен, по прошению, от обязанностей профессора. В 1864 году получил британское гражданство. Был членом Королевского института британских архитекторов. Похоронен на кладбище Кенсал-Грин в Лондоне. 

## Проекты и постройки

### Санкт-Петербург
- Реконструкция солдатской казармы Конногвардейского полка (совместно с И. Д. Черником). Конногвардейский бульвар, 4 / улица Якубовича, 3 (1840-е);
- Здание Павловского женского сиротского института. Улица Восстания, 8 (1845—1851);
- Пассаж Н. М. Стенбок-Фермора. Невский проспект, 48 / Итальянская улица, 19 (1846—1848; перестроен);
- Здание кругового депо Николаевской железной дороги. Набережная Обводного канала, 43 (1847);
- Съезжий дом 4-й Адмиралтейской (Коломенской) части. Площадь Репина, 1 / Набережная канала Грибоедова, 139 / набережная реки Фонтанки, 201 (1849—1851);
- Доходный дом и зал собраний М. Ф. Руадзе (при участии А. Робена, Н. П. Гребёнки). Большая Морская улица, 16 / набережная реки Мойки, 61 / Кирпичный переулок, 8 (1851—1857);
- Дом Российско-американской компании (перестройка). Набережная реки Мойки, 72 (1853; перестроен).

### Другие места
- Казарма Первого учебного морского экипажа (совместно с А. Н. Акутиным, Э. Х. Анертом, А. Я. Фарафонтьевым). Кронштадт (1836—1846)[4];
- Здание железнодорожной станции Николаевской железной дороги. Вышний Волочёк (1849);

## Галерея

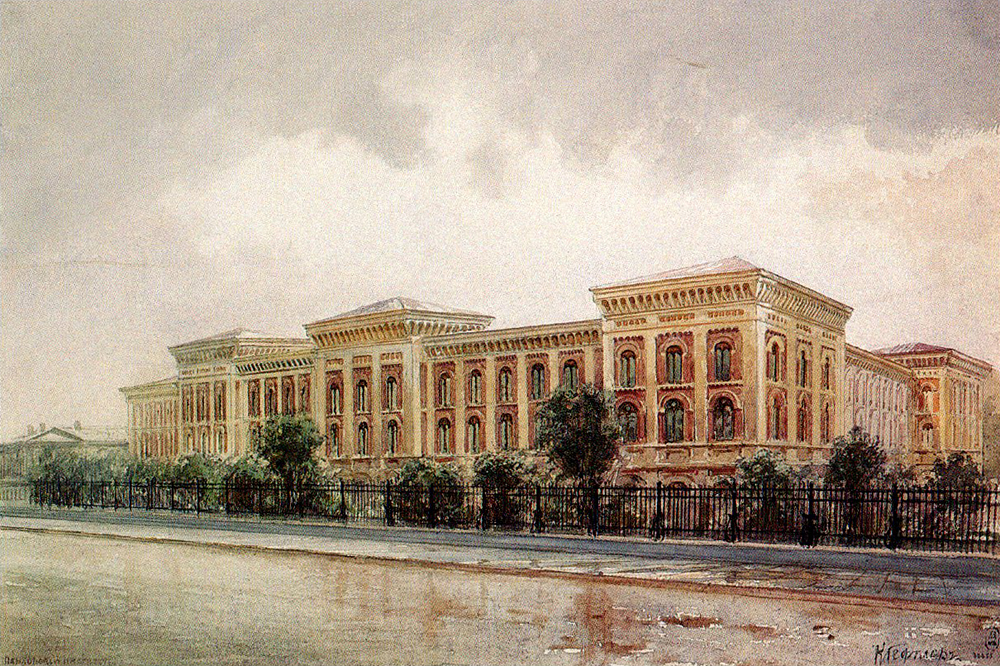
Здание Женского Павловского института (акварель К. Э. Гефтлера)
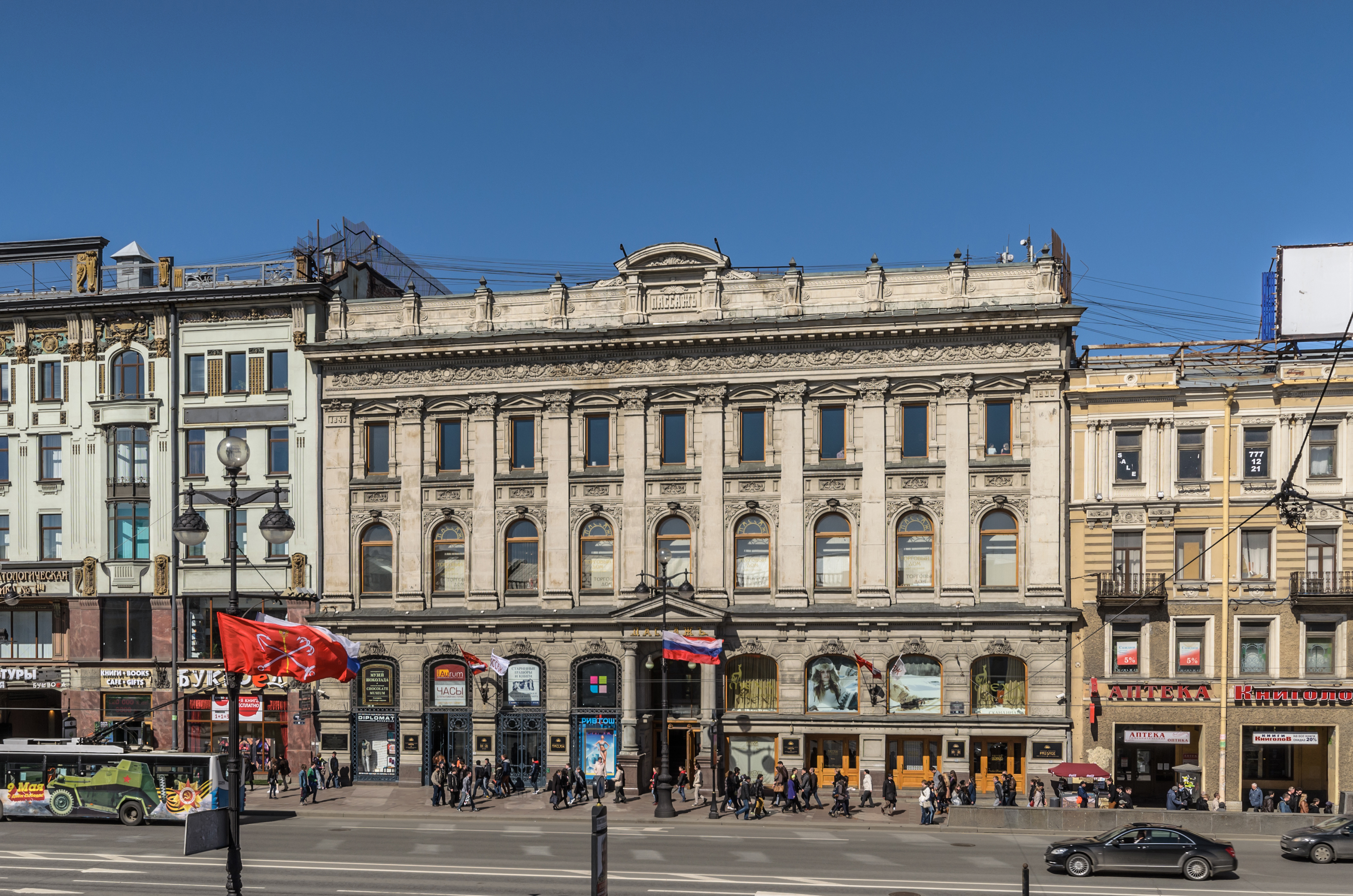
Пассаж (универмаг снаружи)
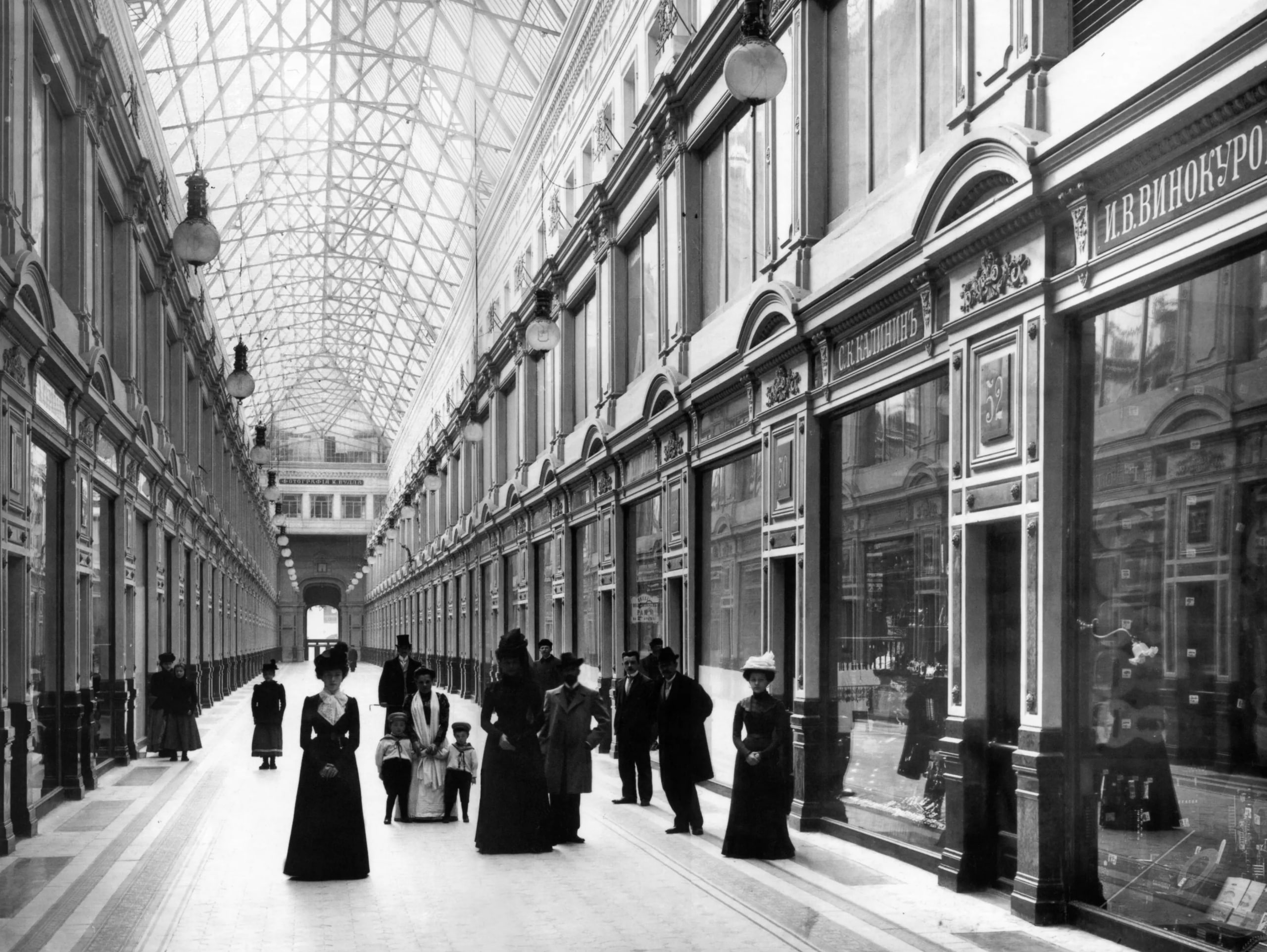
Пассаж (универмаг внутри)
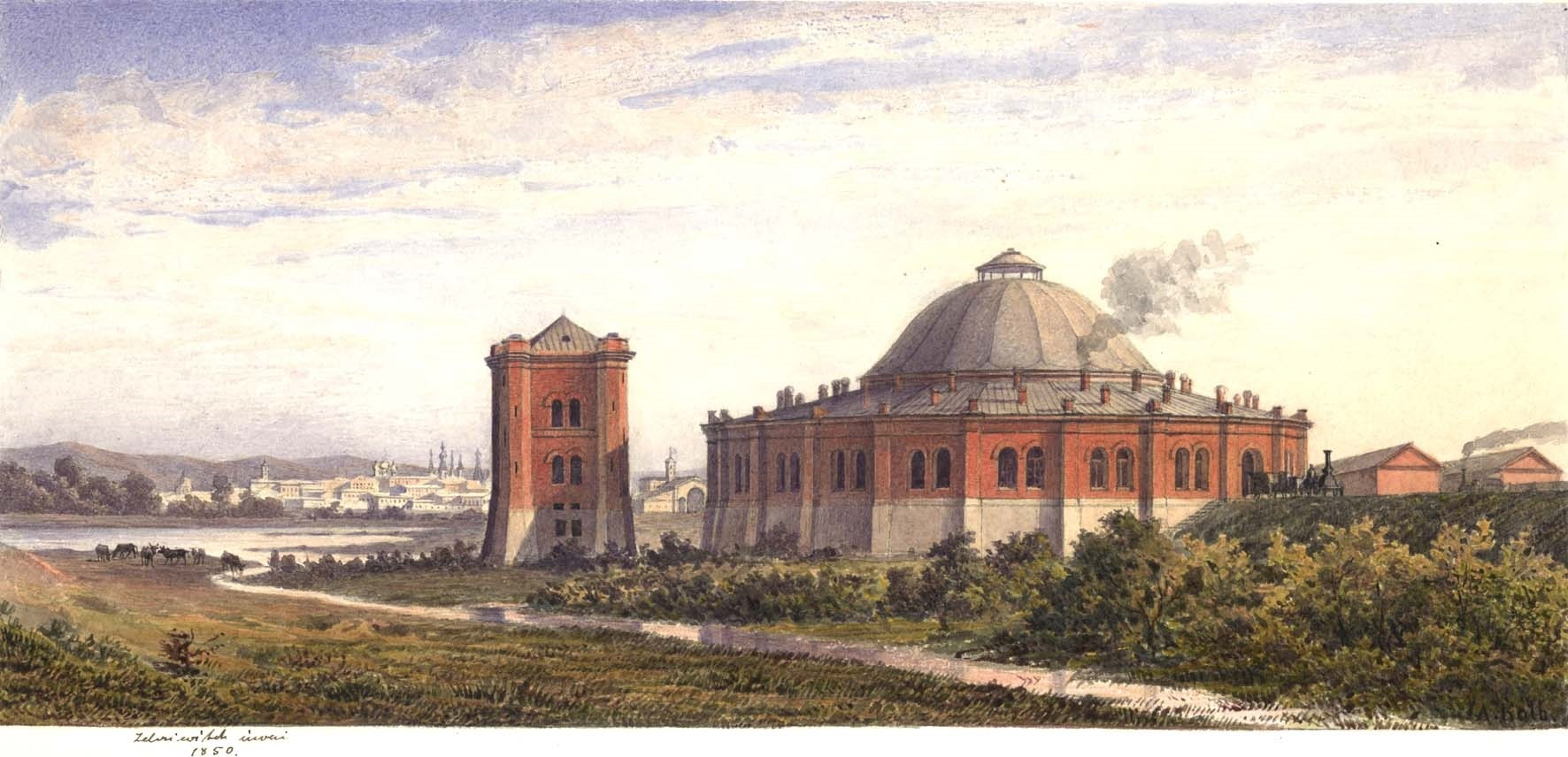
Круглое паровозное депо в Москве (акварель Р. А. Желязевича)
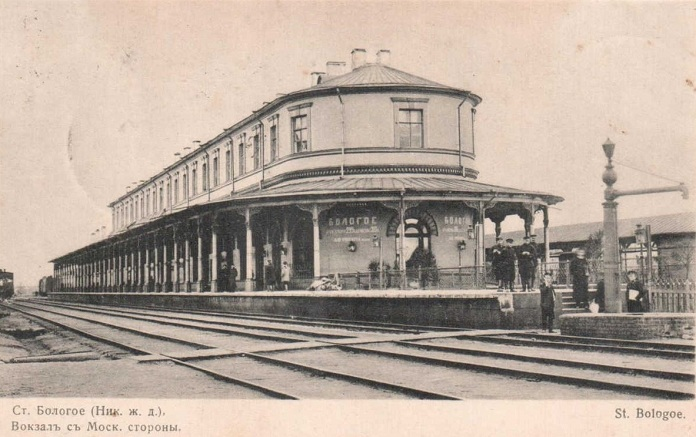
Здание вокзала на станции Бологое